# توبوتيكان
توبوتيكان هو دواء كيميائي ومثبط التوبوإيزوميراز. وهو نظير اصطناعي قابل للذوبان في الماء للمركب الكيميائي الطبيعي كامبتوثيسين. يستخدم على شكل ملح هيدروكلوريد لعلاج سرطان المبيض وسرطان الرئة وأنواع السرطان الأخرى.
بعد حصول شركة غلاكسو سميث كلاين على الموافقة النهائية من إدارة الغذاء والدواء الأمريكية على عقار توبوتيكان في 15 أكتوبر 2007، أصبح أول مثبط للتوبويزوميراز 1 للاستخدام عن طريق الفم. 

## الاستخدامات
- سرطان المبيض (ادارة الاغذية والعقاقير مايو 1996).[6]
- سرطان عنق الرحم (FDA يونيو 2006).[7][8]
- سرطان الخلايا الصغيرة (SCLC) (FDA أكتوبر 2007).[9][10]